# 타마라 스마트
타마라 스마트(Tamara Smart, 2005년 6월 14일 ~ )는 잉글랜드의 배우이다.

## 출연 작품

### 영화
- 아르테미스 파울 (2020) - 줄리엣 버틀러 역
- 베이비시터를 위한 몬스터 사냥 가이드 (2020) - 켈리 퍼거슨 역

### 텔레비전
- 꼴찌 마녀 밀드레드 (2017-2020) - 이니드 나이트쉐이드 역
- 레지던트 이블 (2022) - 빌리 웨스커 역